# Carrhotus sufflavus
Carrhotus sufflavus is een spinnensoort in de taxonomische indeling van de springspinnen (Salticidae).
Het dier behoort tot het geslacht Carrhotus. De wetenschappelijke naam van de soort werd voor het eerst geldig gepubliceerd in 2009 door Jastrzebski.